# Richard Miskolci
Richard Miskolci é um sociólogo brasileiro. É professor catedrático de Sociologia da Universidade Federal de São Paulo (UNIFESP) no Brasil, presidente do WG Digital Sociology da International Sociological Association e  pesquisador do Conselho Nacional de Desenvolvimento Científico e Tecnológico (CNPq). Também é um dos coordenadores do Núcleo de Pesquisa Quereres.
É conhecido por suas pesquisas sobre sociologia digital e também contribuições aos estudos sobre diversidade sexual (estudos queer).

## Carreira acadêmica
Iniciou sua carreira lidando com a teoria crítica, mas o contato com as obras de Michel Foucault e os estudos culturais atraiu sua atenção para o campo das diferenças. Miskolci pesquisou na Alemanha e foi Student at Large em Humanidades na Universidade de Chicago antes de receber seu doutorado em sociologia pela Universidade de São Paulo (2001). Foi efetivado como professor de sociologia na Universidade Federal de São Carlos (UFSCar), onde atuou entre 2004 e 2018.
Miskolci  contribuiu para disseminar a teoria queer no campo acadêmico brasileiro em diálogo com sua própria tradição de estudos sobre sexualidade, especialmente aqueles criados sob influência da obra de Néstor Perlongher. Miskolci foi coautor com Júlio Assis Simões na primeira coletânea brasileira de estudos queer. "Dissidências Sexualidades" (2007) recebeu o Prêmio Cidadania em Respeito à Diversidade (2008).
Os estudos e ativismos sobre sexualidade no Brasil são marcados por tendências identitárias, enquanto o trabalho de Miskolci segue uma perspectiva não identitária baseada em teorias queer e de gênero. Gênero desafia a identidade como um conceito que ressalta a importância das estruturas sociais (tanto culturais quanto históricas) que definem nossos desejos e autocompreensão. A obra de Miskolci se opõe às políticas de identidade bem como aos estudos baseados em um sujeito/identidade supostamente estáveis.
Miskolci trabalhou como pesquisador sênior com David M. Halperin para desenvolver a metodologia para sua pesquisa histórica sobre nação e desejo no fin de siècle brasileiro. A pesquisa foi realizada durante mais de dez anos com diferentes apoios de agências de fomento até ser sintetizada no livro: O Desejo da Nação: masculinidade e branquitude no Brasil de fins do XIX (2012). Nesta obra, analisa o projeto da elite brasileira de criar uma nação com imigrantes europeus e também disciplinar a população local. Os ideais de branquitude e masculinidade da elite dominante orientaram esse projeto autoritário durante as primeiras décadas da República Brasileira (proclamada em 1889).
Em 2011, Miskolci foi um dos criadores da Contemporânea - Revista de Sociologia da UFSCar. Entre 2014 e 2018 atuou na área de Sociologia da Coordenação de Aperfeiçoamento de Pessoal de Nível Superior (CAPES), agência brasileira que administra o sistema de pós-graduação. É membro do Comitê de Pesquisa Futures Research e do Work Group Digital Sociology da Associação Internacional de Sociologia (AIS). Criou e coordena o Comitê de Sociologia Digital da Sociedade Brasileira de Sociologia (SBS).
Miskolci pesquisa o uso contemporâneo das mídias digitais na sociedade brasileira desde 2007. Suas pesquisas neste campo, patrocinadas pelo CNPq e pela FAPESP, tornaram-se sua principal área de interesse. Em 2016, organizou a primeira coletânea brasileira sobre Sociologia Digital. Em 2017, publicou Desejos Digitais: uma análise sociológica da busca por parceiros on-line,livro que resume seu estudo sobre como homens homossexuais usam mídias digitais para buscar parceiros sexuais.
Desde então passou a pesquisar como as mudanças comunicacionais em redes ajudaram a enquadrar em termos morais a esfera pública brasileira. Em 2021, Miskolci publicou Batalhas Morais: política indenttária na esfera pública técnico midiatizada, um livro no qual ele analisa como tanto a política de identidade quanto os adversários de direita funcionam sob a mesma estrutura que levou à polarização social, ao autoritarismo e à censura, empobrecendo e corroendo as condições para o debate democrático.
Miskolci participou da pesquisa internacional sobre polarização política na América Latina (POLDER). Entre 2022 e 2023, foi Professor Visitante Sênior no Departamento de Sociología Aplicada da Facultad de Ciencias de la Información da Universidad Complutense de Madrid. Fez pesquisa comparada sobre desinformação durante a pandemia de COVID-19, no Brasil e na Espanha. Atualmente, produz e orienta investigações sobre desinformação em saúde. Em 2025, no ISA Forum of Sociology (Rabat-Marrocos), foi eleito presidente do WG Digital Sociology.

## Obras publicadas
- Miskolci, Richard. Thomas Mann, o Artista Mestiço. São Paulo: Annablume/FAPESP, 2003.[18]
- _________________. (editor) Normalidade, Desvio, Differenças In: Teoria & Pesquisa. São Carlos: PPGCS, 2005.[19]
- Miskolci, Richard. O desejo da nação: masculinidade e branquitude no Brasil de fins do XIX. São Paulo: Annablume/FAPESP, 2012.
- _________________. Scavone, Lucila; Alvarez, M. C. (editors) O Legado de Foucault. São Paulo: Editora Unesp/FAPESP, 2006.[20]
- _________________. Simões, Júlio Assis. (editors) "Sexualidades Disparatadas" In: Cadernos Pagu Campinas: Pagu-UNICAMP, 2007.
- Miskolci, Richard. (editor) "Marcas da Diferença no Ensino Escolar". São Carlos: EdUFSCar, 2010.[21]
- Miskolci, Richard & Pelúcio, Larissa. Discursos fora da ordem: sexualidades, saberes e direitos. São Paulo: FAPESP/Annablume, 2012.[22]
- Miskolci, Richard. Teoria Queer: um aprendizado pelas diferenças. Belo Horizonte: Autêntica, 2012.[23]
- Miskolci, Richard & Leite Júnior, Jorge. Diferenças na Educação: outros aprendizados. São Carlos: Edufscar, 2014.
- Miskolci, Richard (junho de 2015). «'Discreet and out of the gay scene' - notes on contemporary sexual visibility». Cadernos Pagu (44): 61–90. doi:10.1590/1809-4449201500440061
- «Dossiê Sociologia Digital organizado por Richard Miskolci» [Digital Sociology Dossier organized by Richard Miskolci]. Contemporânea
- Miskolci, Richard. Desejos Digitais: uma análise sociológica da busca por parceiros online. Belo Horizonte: Autêntica, 2017.
- Miskolci, Richard (17 de dezembro de 2019). «The Moral Crusade on 'Gender Ideology': notes on conservative political alliances in Latin America». Sociologies in Dialogue (em inglês). 4 (2): 45–59. doi:10.20336/sid.v4i2.99 (inativo 18 de setembro de 2024). Cópia arquivada em 1 de junho de 2020
- Machado, Jorge; Miskolci, Richard (dezembro de 2019). «Das Jornadas de junho à cruzada moral: o papel das redes sociais na polarização política brasileira» [From the June demonstrations to the moral crusade: the role of social media networks in political polarization]. Sociologia & Antropologia (em espanhol). 9 (3): 945–970. doi:10.1590/2238-38752019v9310
- Miskolci, Richard. Batalhas morais: política identitária na esfera pública técnico-midiatizada. Belo Horizonte: Autêntica, 2021.[24]
- Miskolci, Richard. Beyond science denialism: disinformation during the Covid-19 pandemic. Sociologias, v.25, 2023.https://doi.org/10.1590/18070337-123090EN
- Miskolci, Richard & Balieiro, Fernando F. The Moralization of Politics in Brazil. International Sociology, v.38, n.4, 2023. https://doi.org/10.1177/02685809231180879